# Otus alius
Otus alius (лат.) — вид птиц рода совок семейства совиных. Встречается только на Никобарских островах. Длина представителей данного вида составляет от 19 до 20 см. Верх коричневый. Низ желтовато-коричневый. Глаза бледно-желтые. Клюв желтовато-коричневый с более темным кончиком. Пальцы темно-коричневые. Представители вида живут в лесистой местности, где охотится на насекомых, пауков и мелких позвоночных.